# 塞阿布拉
塞阿布拉（葡萄牙語：Seabra）是巴西巴伊亚州的一个市镇。总面积2825.016平方公里，总人口40562人，人口密度14.4人/平方公里。